# Kunerad
Kunerad (em húngaro: Kenyered) é um município da Eslováquia, situado no distrito de Žilina, na região de Žilina. Tem 22,94 km² de área e sua população em 2018 foi estimada em 1.044 habitantes.

## Demografia
| Ano:        | 1994 | 2004   | 2014   | 2024    |
| ----------- | ---- | ------ | ------ | ------- |
| Broj ljudi: | 882  | 931    | 1010   | 1144    |
| Razlika:    |      | +5,55% | +8,48% | +13,26% |

| Ano:               | 2023 | 2024   |
| ------------------ | ---- | ------ |
| Número de pessoas: | 1105 | 1144   |
| Diferença:         |      | +3,52% |